# Autolinee Regionali Luganesi

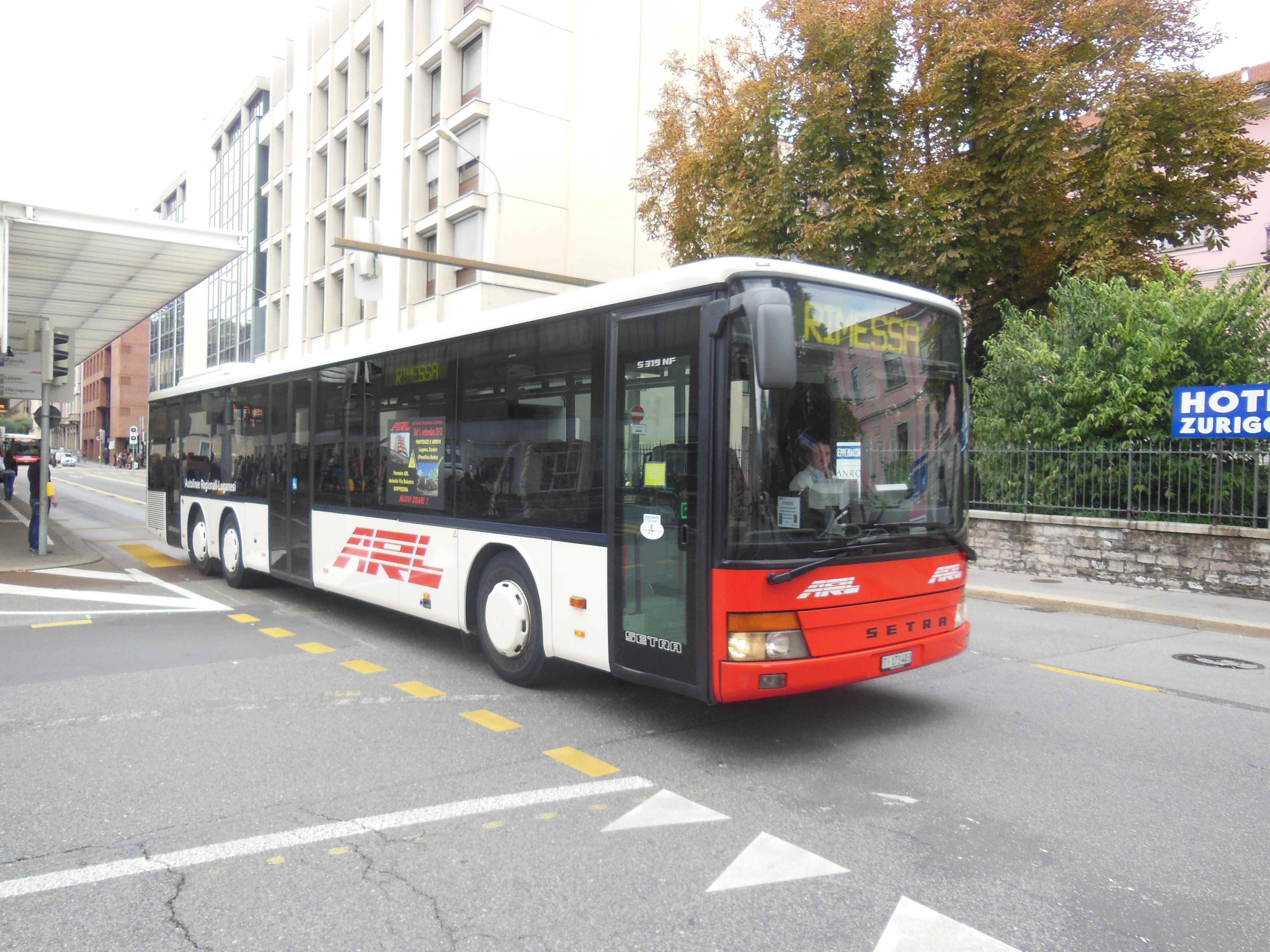
Ein Bus der ARL im Zentrum von Lugano

Autolinee Regionali Luganesi (ARL) ist ein öffentlicher Verkehrsbetrieb in der Region um die Schweizer Stadt Lugano. Sie betreibt Busverbindungen von Lugano zu verschiedenen Gemeinden im Umland. Es gibt einige Überschneidungen mit dem Netz des Stadtbusunternehmens Trasporti Pubblici Luganesi (TPL) und dem des regionalen Postautobetreibers PostAuto.
Das Unternehmen entstand durch die Fusion der Busdienste der Lugano-Tesserete-Bahn und der Lugano-Cadro-Dino-Bahn.
Heute betreibt das Unternehmen vier Linien (mit reduzierten Frequenzen an Wochenenden und Abenden):
| Linie | Beschreibung | Frequenz     |
| ----- | --- | ------------ |
| 19    | Lugano Cornaredo – Canobbio – Davesco – Cadro – Villa Luganese                                                                                                | 10 pro Tag   |
| 441   | Central Lugano – Canobbio – Comano – Cureglia – Bahnhof Lamone-Cadempino                                                                                      | 2 pro Stunde |
| 461   | Tesserete – Lugaggia – Canobbio – Porza – Bahnhof Lugano Nord – Lugano Centro – Viganello – Pregassona – Soragno – Davesco – Cadro – Sonvico – Villa Luganese | 2 pro Stunde |
| 462   | Central Lugano – Trevano – Canobbio – Sureggio – Lugaggia – Tesserete – Vaglio – Carnago                                                                      | 2 pro Stunde |

## Einzelnachweis
1. ↑  Autolinee Regionali Luganesi. Abgerufen am 4. Juni 2019.